# Ken Anderson (filmmakare)
Ken Anderson, född 23 september 1917 i Rembrandt, Iowa, död 12 mars 2006 i Warsaw, Indiana, var en amerikansk filmproducent, regissör och manusförfattare som gjorde filmer med kristna budskap. 
Han grundade bolaget Gospel Films i Michigan innan han flyttade till Indiana där han grundade Ken Anderson Films. Han gjorde bland annat filmatiseringar av kristna böcker som Charles M. Sheldons In His Steps (filmatiserad 1964) och John Bunyans 1600-talsroman Kristens resa och uppföljaren Christiana. I de två senare, inspelade i Nordirland, ses Liam Neeson i några av sin första roller. Anderson gjorde också biografiska dramafilmer om missionären Hudson Taylor och psalmförfattaren Fanny Crosby.
Ken Anderson Films producerade även filmer av andra regissörer. Hans filmer distribueras av InterComm International Ministry. 

## Filmografi (urval)
- In His Steps (1964)
- Man of Steel (1972)
- The Gospel According to Most People (1972)
- Journey to the Sky (1977)
- Pilgrim's Progress (1979)
- Christiana (1979)
- Hudson Taylor (1981)
- Fanny Crosby (1984)